# Betsy Mitchell
Betsy Mitchell (n. 15 ianuarie 1966, Cincinnati, Ohio, SUA) este o înotătoare ce a reprezentat Statele Unite ale Americii, medaliată olimpică. A participat la 2 ediții ale Jocurilor Olimpice (1984, 1988) în care a câștigat o medalie de argint.